# Ільзе Юнкерман
Ільзе Юнкерман (нім. Ilse Junkermann; нар. 31 травня 1957, Дерцбах) — єпископ в лютеранській церкві Центральної Німеччини. Перша жінка, що очолила регіональну церкву ( Landesbischof) на території колишньої НДР.

## Біографія
Народилася у 1957 році в Німеччині. Після закінчення школи вивчала євангелічну теологію та класичну філологію в Тюбінгені та Геттінгені.
Четверта жінка в Євангелічній церкві Німеччини  на посаді єпископа.
З приводу викрадення текстів Лютера "До християнської аристократії німецької нації" (1520-й рік), "До членів міських рад" (1524-й рік) і "Проповідь для школярів" (1530-й рік) Ільзе Юнкерман заявила: "Це жахлива новина! Мене шокує подібна зухвалість. Крім матеріальної, завдано також величезну духовну шкоду. Громадськість і науковці позбулися свідчень того, як сучасники Лютера реагували на його рукописи".